# La Sexta Noticias
La Sexta Noticias és el programa informatiu de la cadena espanyola de televisió laSexta.

## Història

### Començaments
Els informatius de laSexta van començar la seva marxa l'11 de setembre de 2006 amb Helena Resano al capdavant de l'informatiu del migdia, per ser aquest un dia clau per a la informació, en commemorar-se el cinquè aniversari de l'atac massiu contra els Estats Units.

### Presentadores
Des del principi, el seu punt de diferenciació amb els noticiaris de la resta de cadenes van ser les seves presentadores, totes dones: Helena Resano, Mamen Mendizábal i Cristina Saavedra.
Aquestes compartien el fet de ser joves (tenien gairebé la mateixa edat) i provenir de Televisió Espanyola.

### Estil
Els informatius de La Sexta es caracteritzen per un estil crític i llenguatge "col·loquial". Així, aquest informatiu pivota sobre una línia editorial fort, generalment progressista i de esquerres. A més, la redacció d'informatius de laSexta és jove pel fet que està formada per persones que a penes passen els 40 anys, una característica que mantenen des dels seus inicis.

### Espais produïts per laSexta Noticias
D'altra banda, de laSexta Noticias cal destacar la producció dels següents programes:
Al rojo vivo, Más vale tarde, La Sexta columna i La Sexta noche.

### Imatge
El dilluns, 17 de desembre de 2013 després de 7 anys amb el mateix plat i en les instal·lacions de la Ciudad de la Imagen a Pozuelo de Alarcón, la redacció de laSexta noticias es traslladava a la seu del Grup Atresmedia a San Sebastián de los Reyes per motiu de la fusió d'Antena 3 i laSexta.
Aquest trasllat va suposar la incorporació d'un nou equip tècnic i nova imatge: nou plató, canvi de capçalera i de gràfics encara que mantenint la seva línia editorial, i d'altra banda també es va acomiadar a una trentena de tècnics de la productora Liquid Mitjana.

### Audiència
Des del seu començament han anat sumant espectadors a poc a poc, normalment en la mitjana de l'audiència de la cadena.
Actualment, estan entre un 9% i un 11%, i són els tercers informatius més vists d'una cadena privada a Espanya.
L'1 d'octubre de 2017, Notícies 1, presentat per Helena Resano, va aconseguir el seu màxim històric d'audiència, 2.807.000 (24,6%), amb motiu del referèndum a Catalunya.
El 27 d'octubre de 2014, Noticias 2, presentat per Cristina Saavedra, va aconseguir el seu màxim històric fins aleshores, 1.841.000 (13,6%).

### Edicions

#### Noticias 1
Helena Resano presenta aquesta edició.
Comença a les 14.20 i finalitza a les 14.45.
L'editora és Marta Rosell.

#### Noticias 2
Cristina Saavedra presenta aquesta edició.
Comença a les 20.00 i finalitza a les 20.40.
L'edició és a càrrec de Chelo Ortega.

#### Noticias fin de semana
Cristina Villanueva presenta l'informatiu de cap de setmana.
Dues edicions: A la tarda, (13.55 a 14.45) i a la nit (20.00 a 20.50). L'edició la signatura Miguel Arroyo.

#### Meteo i Estación laSexta

Isabel Zubiaurre Molina, (cap), Adrián Cordero Fernández i Marc Redondo Fusté són els meteoròlegs responsables de l'espai dedicat a la previsió del temps en laSexta.
De dilluns a divendres, Isabel Zubiaurre presenta l'espai del temps que dura uns 5 minuts; al migdia i a la nit, Estació laSexta, un espai divers, on s'ofereix una informació més àmplia. Els dissabtes i diumenges, la seva durada es prolonga uns 10 minuts al migdia i 3 a la nit. Ambdós espais són presentats per Adrián Cordero.

#### Esports
Carlota Reig presenta l'edició nocturna.

María Martínez les quatre edicions de cap de setmana.
No existeix secció esportiva en la primera edició dels informatius, ja que l'1 d'abril de 2013 va ser substituïda pel programa esportiu Jugones.

#### Jugones
Josep Pedrerol presenta, de dilluns a divendres, Jugones, on repassen tota la informació esportiva, l'opinió, la recerca i les imatges més destacades de l'esport.
A més, el format es complementa també amb reportatges i entrevistes als protagonistes.

## Llista de presentadors

### Noticias
- Helena Resano (2006-present) - Noticias 1
- Mamen Mendizábal (2006-2012) - Noticias 2
- Cristina Saavedra (2012-present) - Noticias 2
- Cristina Villanueva (2006-actualitat) - Noticias fin de semana
- Diana Mata (2012-2018) - Suplent en Noticias 1 i Noticias 2
- Inés García Caballo (2013-presente) - Suplent Noticias 2
- Sarai Pérez (2013-2015) - Suplent Noticias 1 i Noticias fin de semana
- Ana Cuesta (2014-presente) - Suplent Noticias 1 i Noticias fin de semana
- Glòria Mena (2018-presente) - Suplent Noticias fin de semana

### Esports
- Antonio Esteva (2006-2013) - Deportes 1 i Jugones
- Oscar Rincón (2006-present) - Deportes 1, Deportes 2, Jugones i Suplent a Deportes 2'
- Carlota Reig (2006-present) - Suplent en diferents edicions i Deportes 2
- María Martínez (2006-present) - Deportes fin de semana
- José Luis Sánchez (2006-present) - Suplent Deportes 2
- Sandra Sabatés (2007-2011) - Deportes fin de semana
- Sara Carbonero (2008-2009)
- Guillermo Moreno (2009-present) - Suplent a Jugones
- Marta Diezhandino (2010-present) - Suplent Deportes fin de semana
- Lara Álvarez (2010-2011; 2013-2014) - Jugones
- Javier Gómez (2010-2015) - Deportes 2
- Susana Guasch (2010-2015; 2016-2018) - Deportes 2
- Josep Pedrerol (2013-present) - Jugones

### Meteo i Estación laSexta
- Javier Gómez Santander (2007-2011)
- Marc Redondo Fusté (2007-2014; 2018-present) - Suplent
- Miriam Santamaría (2008-2012) - Cap
- Lluís Obiols (2010-2018)[6]
- Adrián Cordero (2013-present) - Suplent i Meteo fin de semana
- Isabel Zubiaurre (2015-2017; 2018-presente) - Suplent Meteo fin de semana i Meteo, Estación laSexta i Cap
- Alberto Herrera (2018) - Estación laSexta

## Equip

### Noticias 1
- Noticias: Helena Resano
- Jugones: Josep Pedrerol
- Meteo: Isabel Zubiaurre
- Suplents de Noticias: Diana Mata, Ines García Caballo i Ana Cuesta
- Suplent de Jugones: Guillermo Moreno
- Suplents de Meteo: Adrián Cordero i Marc Redondo Fusté

### Noticias 2
- Noticias: Cristina Saavedra
- Deportes: Susana Guasch i Carlota Reig
- Estación laSexta: Isabel Zubiaurre
- Suplent de Noticias: Inés García Caballo
- Suplents de Deportes: José Luis Sánchez, Óscar Rincón i Marta Diezhandino
- Suplents d'Estación laSexta: Adrián Cordero i Marc Redondo Fusté

### Noticias fin de semana
- Noticias: Cristina Villanueva
- Deportes: María Martínez
- Meteo: Adrián Cordero
- Suplents de Noticias: Glòria Mena y Ana Cuesta
- Suplent de Deportes: Marta Diezhandino
- Suplents de Meteo: Marc Redondo Fusté i Isabel Zubiaurre

## Reconeixements

### TP d'Or
| Any  | Categoria                         | Persona          | Resultat |
| ---- | --------------------------------- | ---------------- | -------- |
| 2006 | Millor presentadora d'informatius | Mamen Mendizábal | Nominada |
| 2008 | Millor presentadora d'informatius | Mamen Mendizábal | Nominada |

### Antena de Oro
| Any  | Categoria | Persona           | Resultat   |
| ---- | --------- | ----------------- | ---------- |
| 2009 | Televisió | Helena Resano     | Guanyadora |
| 2016 | Televisió | Cristina Saavedra | Guanyadora |
| 2017 | Televisió | Helena Resano     | Guanyadora |

### Premis Iris
| Any  | Categoria                       | Persona       | Resultat  |
| ---- | ------------------------------- | ------------- | --------- |
| 2017 | Millor Presentadora Informatius | Helena Resano | Nominada  |
| 2012 | Millor Informatiu               | Equip         | Guanyador |